# Coupe du monde de combiné nordique 2021-2022
Navigation
2020-2021 2022-2023
La Coupe du monde de combiné nordique 2021-2022 est la 39e édition masculine de la Coupe du monde de combiné nordique, mais aussi la deuxième édition féminine de cette compétition de combiné nordique organisée annuellement.
Elle se déroule, pour les hommes, du 26 novembre 2021 au 13 mars 2022 en onze étapes se déroulant dans sept pays, et chez les femmes du 3 décembre 2021 au 21 mars 2022, en six étapes, pour la plupart coïncidant avec des étapes de la Coupe masculine.
Ces deux compétitions ont une épreuve en commun : la course épreuve mixte par équipes organisée le 7 janvier 2022 à Val di Fiemme, en Italie.
Parmi les temps forts de la saison, on notera :
- les Trois Jours, dont la formule a été aménagée : les courses se déroulent successivement sur 7,5 km, 10 km et 12,5 km (et non plus 5, 10 et 15 15 km comme auparavant) ;
- le retour de la compétition à Planica, site qui avait accueilli la Coupe du monde pour la dernière fois en décembre 1984 ;
- les retrouvailles avec le tremplin HS140 de Klingenthal.

## Organisation de la compétition

### Programme et sites de compétition

#### Femmes
La totalité des sites de compétitions se trouve en Europe :
- Norvège (Lillehammer) ;
- Estonie (Otepää) ;
- Autriche (Ramsau am Dachstein) ;
- Italie (Val di Fiemme) ;
- Allemagne (Schonach).

Il y a 10 courses au programme de cette Coupe du monde.

#### Hommes
La totalité des sites de compétitions se trouve en Europe :
- Finlande : deux sites (Ruka et Lahti) ;
- Norvège : deux sites (Lillehammer et Oslo) ;
- Autriche : deux sites (Ramsau et Seefeld) ;
- Allemagne ; deux sites (Klingenthal et Schonach) ;
- Italie : un site (Val di Fiemme) ;
- Estonie : un site (Otepää) ;
- Slovénie : un site (Planica), qui n'avait plus accueilli la Coupe du monde depuis... décembre 1984 !

Il y a 25 courses au programme de la Coupe du monde.

### Format des épreuves

#### Individuel
Les athlètes exécutent premièrement un saut sur un tremplin suivi d’une course de ski de fond de 5 km, 10 km ou 15 km. À la suite du saut, des points sont attribués pour la longueur et le style. Le départ de la course de ski de fond s'effectue selon la méthode Gundersen, le coureur occupant la première place du classement de saut s’élance en premier, et les autres s’élancent ensuite dans l’ordre fixé. Le premier skieur à franchir la ligne d’arrivée remporte l’épreuve,.
Les trente premiers athlètes à l'arrivée marquent des points suivants la répartition suivante :
| Place | Points | Place | Points | Place | Points |
| ----- | ------ | ----- | ------ | ----- | ------ |
| 1er   | 100    | 11e   | 24     | 21e   | 10     |
| 2e    | 80     | 12e   | 22     | 22e   | 9      |
| 3e    | 60     | 13e   | 20     | 23e   | 8      |
| 4e    | 50     | 14e   | 18     | 24e   | 7      |
| 5e    | 45     | 15e   | 16     | 25e   | 6      |
| 6e    | 40     | 16e   | 15     | 26e   | 5      |
| 7e    | 36     | 17e   | 14     | 27e   | 4      |
| 8e    | 32     | 18e   | 13     | 28e   | 3      |
| 9e    | 29     | 19e   | 12     | 29e   | 2      |
| 10e   | 26     | 20e   | 11     | 30e   | 1      |

#### Mass-start
Les compétiteurs disputent une course de fond en partant tous en même temps. Les temps à l'arrivée sont convertis en points ; à ces premiers viendront s'additionner ceux acquis lors de l'épreuve de saut, qui se déroule dans un deuxième temps. L'athlète ayant le plus de points gagne l'épreuve.
Comme pour les épreuves Gundersen, les trente premiers athlètes à l'arrivée marquent des points suivants selon la même répartition.

#### Épreuve par équipes
Chaque équipe comprend quatre coureurs qui effectuent individuellement un saut sur le tremplin. On additionne ensuite les résultats de chaque membre de l’équipe. L’équipe qui obtient le pointage total le plus élevé sera la première équipe à partir dans la partie du ski de fond qui consiste en un relais 4 × 5 kilomètres. Comme dans les épreuves individuelles, on détermine les temps de départ dans un ordre fixé selon le tableau de Gundersen. L’équipe dont le premier skieur franchit la ligne d’arrivée remporte l’épreuve,.
Les nations ne peuvent engager qu'une équipe pour cette épreuve. Les huit premières équipes à l'arrivée marquent des points suivants la répartition suivante:
| Place  | 1er | 2e  | 3e  | 4e  | 5e  | 6e  | 7e  | 8e |
| ------ | --- | --- | --- | --- | --- | --- | --- | -- |
| Points | 400 | 350 | 300 | 250 | 200 | 150 | 100 | 50 |

#### Sprint par équipes
Cette épreuve est composée par équipe de deux. Les deux athlètes effectuent un saut chacun et des points sont attribués pour la longueur et le style. Le départ de la course de fond s'effectue selon la cotation suivante (1 point = 2 secondes). Un des athlètes occupant la première place du classement de saut s’élance en premier, et les autres s’élancent ensuite dans l’ordre fixé. La course de fond de 2 × 7,5 kilomètres avec changement d’athlète tous les 1,5 kilomètre. Le premier athlète à franchir la ligne d’arrivée permet à son équipe de remporter l’épreuve.
Les nations ne peuvent engager plus de deux équipes pour cette épreuve. Les huit premières équipes à l'arrivée marquent des points suivants la répartition suivante:
| Place  | 1er | 2e  | 3e  | 4e  | 5e  | 6e | 7e | 8e |
| ------ | --- | --- | --- | --- | --- | -- | -- | -- |
| Points | 200 | 175 | 150 | 125 | 100 | 75 | 50 | 25 |

#### Les Trois Jours du combiné nordique
Il s'agit d'un « temps fort » de la saison avec un règlement spécifique. La compétition se déroule sur trois jours consécutifs avec une course par jour. Les résultats se reportent de jour en jour en fonction des places des concurrents,. Le vainqueur des Trois Jours est l'athlète qui passe la ligne en premier lors de la troisième course. Lors du premier jour, tous les athlètes peuvent participer à la course qui est composé d'un saut et de 7,5 kilomètres en ski de fond. Le deuxième jour, les cinquante premiers athlètes de la première course peuvent concourir à l'épreuve qui est composée d'un saut et de 10 kilomètres en ski de fond. Lors du dernier jour, les cinquante meilleurs athlètes de la veille participent à la course qui est composée d'un saut et de 12,5 kilomètres en ski de fond.
Lors des Trois Jours du combiné nordique, le système de points est différent des autres courses de la saison, la répartition est de la façon suivante :
| Place | Jour 1 et jour 2 | Jour 3 | Place | Jour 1 et jour 2 | Jour 3 | Place | Jour 1 et jour 2 | Jour 3 |
| ----- | ---------------- | ------ | ----- | ---------------- | ------ | ----- | ---------------- | ------ |
| 1er   | 50               | 200    | 11e   | 12               | 48     | 21e   | 5                | 20     |
| 2e    | 40               | 160    | 12e   | 11               | 44     | 22e   | 5                | 18     |
| 3e    | 30               | 120    | 13e   | 10               | 40     | 23e   | 4                | 16     |
| 4e    | 25               | 100    | 14e   | 9                | 36     | 24e   | 4                | 14     |
| 5e    | 23               | 90     | 15e   | 8                | 32     | 25e   | 3                | 12     |
| 6e    | 20               | 80     | 16e   | 8                | 30     | 26e   | 3                | 10     |
| 7e    | 18               | 72     | 17e   | 7                | 29     | 27e   | 2                | 8      |
| 8e    | 16               | 64     | 18e   | 7                | 26     | 28e   | 2                | 6      |
| 9e    | 15               | 58     | 19e   | 6                | 24     | 29e   | 1                | 4      |
| 10e   | 13               | 52     | 20e   | 6                | 22     | 30e   | 1                | 2      |

### Dotation financière

#### Compétition féminine
Les sommes suivantes sont versées aux athlètes féminines après chaque course :
| Place                     | 1re    | 2e     | 3e    | 4e    | 5e    | 6e    | 7e  | 8e  | 9e  | 10e | 11e | 12e | 13e | 14e | 15e |
| ------------------------- | ------ | ------ | ----- | ----- | ----- | ----- | --- | --- | --- | --- | --- | --- | --- | --- | --- |
| Épreuve individuelle      | 4 000  | 2 500  | 1 000 | 800   | 600   | 550   | 500 | 450 | 400 | 350 | 300 | 250 | 200 | 150 | 100 |
| Épreuve par équipes mixte | 16 000 | 10 000 | 4 000 |       |       |       |     |     |     |     |     |     |     |     |     |
| Sprint par équipes        | 5 000  | 3 000  | 2 000 | 1 000 | 1 000 | 1 000 |     |     |     |     |     |     |     |     |     |

Il y a 1 000 CHF pour la meilleure fondeuse et la même somme pour la meilleure sauteuse. La répartition de la dotation pour le classement général de la compétition est la suivante:
| Place              | 1er   | 2e    | 3e    |
| ------------------ | ----- | ----- | ----- |
| Classement général | 3 000 | 1 800 | 1 200 |

#### Compétition masculine
Les sommes suivantes sont versées aux athlètes masculins après chaque course,:
| Place                                           | 1re    | 2e     | 3e    | 4e    | 5e    | 6e    | 7e    | 8e    | 9e    | 10e   | 11e   | 12e   | 13e   | 14e   | 15e   | 16e   | 17e   | 18e   | 19e   | 20e   |
| ----------------------------------------------- | ------ | ------ | ----- | ----- | ----- | ----- | ----- | ----- | ----- | ----- | ----- | ----- | ----- | ----- | ----- | ----- | ----- | ----- | ----- | ----- |
| Épreuve individuelle                            | 8 000  | 6 000  | 4 000 | 2 500 | 2 000 | 1 500 | 1 300 | 1 100 | 920   | 800   | 700   | 650   | 600   | 550   | 510   | 460   | 430   | 400   | 380   | 350   |
| Épreuve par équipes                             | 16 000 | 10 000 | 4 000 |       |       |       |       |       |       |       |       |       |       |       |       |       |       |       |       |       |
| Sprint par équipes                              | 12 000 | 8 000  | 4 000 | 3 000 | 2 000 | 1 000 |       |       |       |       |       |       |       |       |       |       |       |       |       |       |
| Jour 1, 2 et 3 du « Ruka Tour »                 | 5 000  | 3 000  | 2 000 |       |       |       |       |       |       |       |       |       |       |       |       |       |       |       |       |       |
| Classement général du « Ruka Tour »             | 15 000 | 10 000 | 7 500 | 3 750 | 3 250 | 3 071 | 2 887 | 2 714 | 2 550 | 2 398 | 2 255 | 2 120 | 1 995 | 1 875 | 1 760 | 1 655 | 1 570 | 1 470 | 1 380 | 1 300 |
| Jour 1 et 2 des Trois Jours du combiné nordique | 4 000  | 3 000  | 2 000 | 1 250 | 1 000 | 750   | 650   | 550   | 460   | 400   | 350   | 325   | 300   | 275   | 255   | 230   | 215   | 200   | 190   | 175   |
| Jour 3 des Trois Jours du combiné nordique      | 16 000 | 12 000 | 8 000 | 5 000 | 4 000 | 3 000 | 2 600 | 2 200 | 1 840 | 1 600 | 1 400 | 1 300 | 1 200 | 1 100 | 1 020 | 920   | 860   | 800   | 760   | 700   |

Il y a 6 000 CHF pour le meilleur fondeur et la même somme pour le meilleur sauteur. La répartition de la dotation pour le classement général de la compétition est la suivante :
| Place              | 1er    | 2e    | 3e    | 4e    | 5e    | 6e    |
| ------------------ | ------ | ----- | ----- | ----- | ----- | ----- |
| Classement général | 12 160 | 8 000 | 4 800 | 3 200 | 2 240 | 1 600 |

## Compétition

### Avant-saison

#### Athlètes qualifiés
Le nombre de participants autorisés par nations est calculé après chaque période (la saison est divisée en quatre périodes) en fonction :
- du FIS World Ranking qui est un indicateur qui prend notamment en compte le classement général de la compétition
- le classement de la coupe continentale

Le quota maximal est de 11 athlètes.
Sont sélectionnables :
- les athlètes nés avant l'an 2006 ;
- les athlètes ayant inscrits des points en coupe du monde ;
- les athlètes ayant inscrits des points en coupe continentale lors de la saison en cours ou lors de la saison précédente ;
- les médaillés dans les épreuves individuelles des précédents Championnats du monde junior. Ils ne se sont sélectionnables que jusqu'au début des Championnats du monde junior.

#### Athlètes participants et favoris
Femmes
Le retrait de Tara Geraghty-Moats redistribue les cartes chez les athlètes féminines. La Championne du monde norvégienne Gyda Westvold Hansen est favorite, mais fera face à la concurrence de ses compatriotes, les sœurs Mari et Marte Leinan Lund, de l'Autrichienne Lisa Hirner, des Italiennes Annika Sieff et Veronica Gianmoena, de la Russe Stefaniya Nadymova ou encore de la Japonaise Anju Nakamura. La Norvégienne Mille Marie Hagen, sixième des championnats de Norvège, ne peut pas disputer les premières compétitions de la coupe du monde car elle n'a pas pu marquer de points lors des deux derniers hivers.
Hommes
Triple tenant du titre, le Norvégien Jarl Magnus Riiber est le favori pour le classement général notamment grâce à un très haut niveau en saut à ski ces dernières années,. Le jeune Autrichien, Johannes Lamparter, champion du monde en 2021 est annoncé comme le principal adversaire du Norvégien.
Derrière, les Allemands Vinzenz Geiger, Fabian Riessle, Eric Frenzel, Terence Weber, Johannes Rydzek, le Japonais Akito Watabe ou encore les Norvégiens Jørgen Graabak, Espen Bjørnstad ou encore Jens Lurås Oftebro sont annoncés comme des outsiders potentiels. L'entraîneur des Allemands, Hermann Weinbuch, juge qu'il a un groupe de sept athlètes de très haut niveau et que les Allemands devraient être bien placés sur la saison. Les Allemands ont énormément travaillé le saut à ski durant l'été et ils espèrent être performants dans cet exercice.

### Déroulement de la compétition

#### Ruka

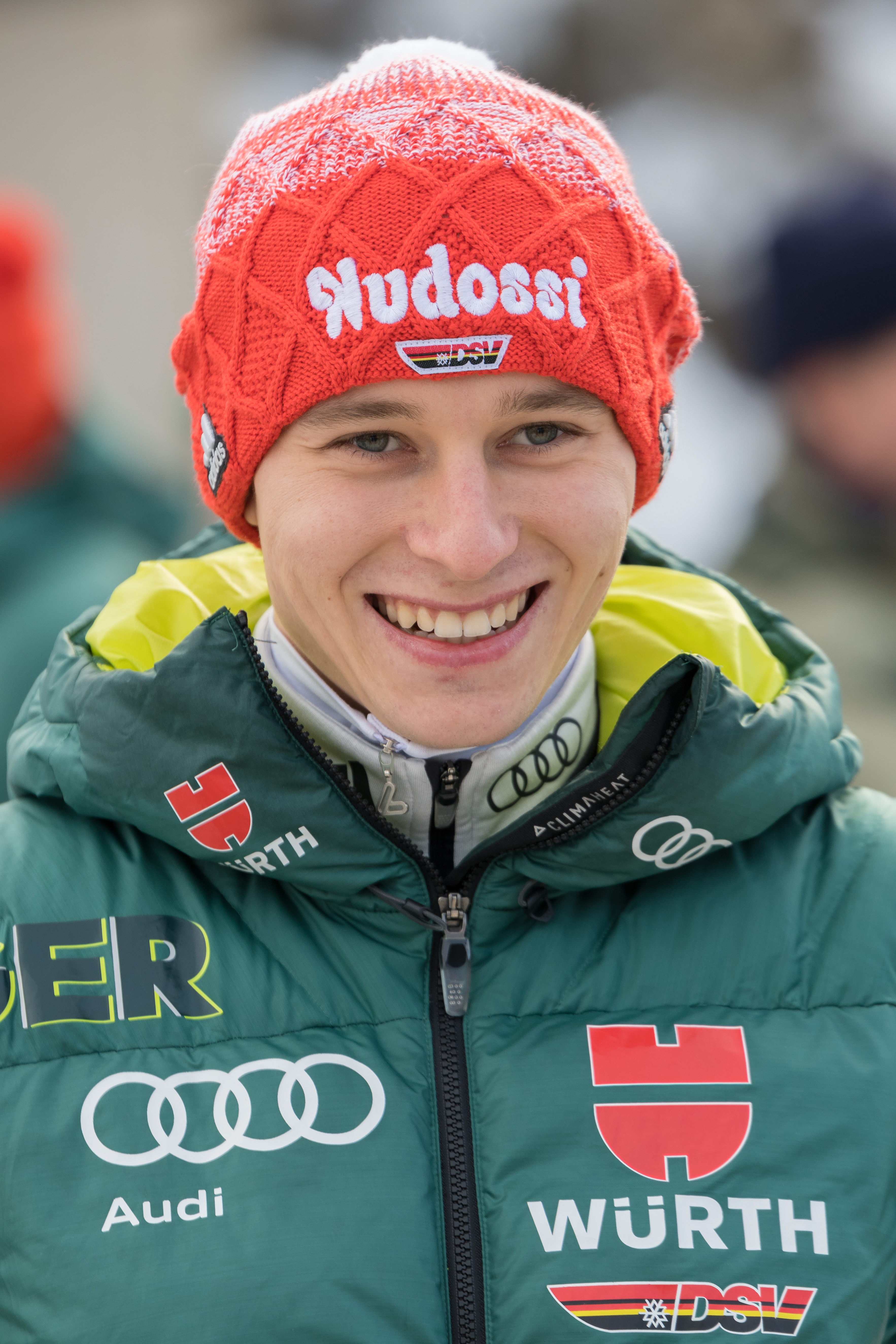
Terence Weber remporte sa première course de la coupe du monde à Ruka.

Comme depuis plusieurs années, la coupe du monde masculine commence à Ruka avec le Ruka Tour. La compétition a lieu sur le plus grand tremplin de l'année, un HS 142, et il y a souvent du vent et il fait très froid (entre −12 °C et −20 °C). Les athlètes italiens ne peuvent pas participer à la première course de la saison car ils se sont entraînés en dehors des horaires officiels.
Lors de la première course, le concours de saut est serré. En effet, Jarl Magnus Riiber domine le concours de saut grâce à un saut de 140,5 m mais il est à égalité avec Mario Seidl qui a sauté à 141 m. Derrière, l'Allemand Manuel Faisst est troisième à 10 s et il devance Johannes Lamparter qui est à plus de 30 s. Trois athlètes, Kristjan Ilves, Lukas Greiderer et Jens Lurås Oftebro sont à une quarantaine de secondes et les autres athlètes sont au-delà de la minute. Lors de la course de ski de fond de 5 km, rapidement Jarl Magnus Riiber lâche Mario Seidl et il fait la course seul en tête. Finalement, il remporte la course et il s'agit de sa 37e sur une épreuve de la coupe du monde. Derrière, Mario Seidl est rattrapé par son compatriote Johannes Lamparter et par Jens Lurås Oftebro. Le trio se joue la deuxième place et c'est Johannes Lamparter qui remporte le sprint devant Jens Lurås Oftebro et Mario Seidl. Derrière, Manuel Faisst devance Lukas Greiderer, Jørgen Graabak et Kristjan Ilves pour les places d'honneur.
Le lendemain, les Norvégiens Jarl Magnus Riiber et Kasper Moen Flatla (en) sont disqualifiés en raison de combinaisons non conformes lors du saut de qualification,. Le concours de saut est marqué par un fort vent de dos ce qui rend les sauts compliqués. Finalement, c'est Terence Weber qui s'en sort le mieux grâce à un saut de 136,5 m. Il devance Mario Seidl qui est à 6 s et Kristjan Ilves à 8 s,. Derrière, les écarts sont faibles avec sept athlètes à moins de 18 s de la tête dont Eric Frenzel et Vinzenz Geiger qui sont à 15 et 18 s. Akito Watabe, Johannes Lamparter sont un peu plus loin alors que Jens Luraas Oftebro n'est que 32e. Lors de la course de ski de fond, Terence Weber attend ses poursuivants et rapidement un groupe de 7 athlètes se forment en tête. Ce groupe est composé de trois Allemands (Terence Weber, Eric Frenzel et Vinzenz Geiger) accompagné Espen Bjørnstad, Kristjan Ilves, Ryōta Yamamoto et Mario Seidl. À la mi-course, Johannes Lamparter, Akito Watabe et Lukas Greiderer reviennent sur le groupe et il y a donc dix athlètes en tête qui compte une trentaine de secondes d'avance sur un groupe de poursuivants. Le groupe de tête reste ensemble jusqu'au dernier tour où des poursuivants reviennent et la victoire se joue au sprint. Finalement, Terence Weber creuse un écart et l'emporte devant deux compatriotes, Eric Frenzel et Vinzenz Geiger. Kristjan Ilves prend la quatrième place devant un autre Allemand, Julian Schmid. 21 athlètes ont fini à moins d'une minute du vainqueur.
Enfin, lors de la troisième course, le concours de saut doit être annulé après le passage de 41 athlètes en raison des conditions de vents changeantes et trop difficiles,. Ainsi, c'est le saut de réserve disputé la veille de la première course qui est utilisé. Johannes Lamparter qui avait sauté à 140 m est en tête et il dispose de 6 s d'avance sur son compatriote Mario Seidl et de 14 s sur Jarl Magnus Riiber. Ryōta Yamamoto et Jens Lurås Oftebro sont à une quinzaine de secondes derrière le Norvégien. Lors de la course de ski de fond, Johannes Lamparter part en tête et le duo composé de Jarl Magnus Riiber et Mario Seidl le rejoint après un tour. Cependant, Mario Seidl ne peut suivre les deux autres athlètes de tête et il est lâché dans le troisième tour puis repris par Jens Lurås Oftebro qui est en chasse derrière. Finalement la victoire se joue dans la dernière montée entre Jarl Magnus Riiber et Johannes Lamparter, que le Norvégien aborde en tête de quelques mètres grâce à une descente rapide lors de laquelle il a doublé Lamparter pour la première fois de la course. C'est Riiber qui l'emporte. Jens Lurås Oftebro parvient à résister au retour d'un groupe de poursuivants pour prendre la troisième place. Terence Weber, vainqueur la veille, prend la quatrième place devant Lukas Greiderer, Ryota Yamamoto, Manuel Faisst et Mario Seidl. Jarl Magnus Riiber remporte ce Ruka Tour et reprend la première place du classement général de la coupe du monde.

#### Lillehammer
Courses féminines
Le 3 décembre, le concours de saut voit la victoire de la Norvégienne Mari Leinan Lund : la longueur de son saut, supérieure de 5,5 m à tout autre, compense largement la piètre qualité de sa réception (6 points de moins que ses deux poursuivantes immédiates). L'Italienne Annika Sieff est deuxième tandis que la favorite de l'épreuve, la Norvégienne Gyda Westvold Hansen, est troisième du concours de saut et relègue la quatrième, la Slovène Silva Verbič (de), à près d'une minute : il est vraisemblable que le podium se joue entre les trois premières du concours de saut. La course le confirme : Gyda Westvold Hansen rattrape assez rapidement Annika Sieff, qui terminera troisième ; peu après la moitié du second tour, elle double également Mari Leinan Lund, pour s'imposer, avec 8 s 4 d'avance sur cette dernière.
Le lendemain, 4 décembre, le concours de saut voit les mêmes athlètes s'illustrer : il est remporté par la Norvégienne Mari Leinan Lund devant sa compatriote Gyda Westvold Hansen, qui prendra le départ de la course de fond avec un retard de dix secondes. L'Italienne Annika Sieff est troisième, mais reléguée à plus d'une minute : selon toute vraisemblance, le podium se jouera entre les deux Norvégiennes. De fait, Gyda Westvold Hansen rattrape Mari Leinan Lund dans le premier tour et remporte la victoire, avec 52 s 6 d'avance sur cette dernière. L'Autrichienne Lisa Hirner, partie quatrième, complète le podium. La meilleure performance à skis revient à Marte Leinan Lund : partie 9e, elle termine au pied du podium.
Courses masculines
Chez les hommes, la première course est un relais. L'Allemagne domine le concours de saut notamment grâce à un saut d'Eric Frenzel à 97,5 m et des sauts très bien exécutés des autres membres de l'équipe. Ils disposent de 21 s d'avance sur la Norvège qui a bien limité l'écart notamment grâce à Jens Lurås Oftebro. Derrière, le Japon est troisième à 55 s et l'Autriche est quatrième à 1 min. Les trois autres équipes au départ sont plus loin. Lors de la course de ski de fond, l'Allemagne essaie de résister en tête mais finalement le troisième relayeur norvégien Jørgen Graabak parvient à faire la jonction sur Terence Weber. Les deux derniers relayeurs, Vinzenz Geiger pour l'Allemagne et Jarl Magnus Riiber pour la Norvège, s'affronte dans le dernier tour et c'est le Norvégien qui parvient à lâcher l'Allemand dans le sprint final et l'emporte. Pour la troisième place, les Japonais et les Autrichiens sont ensemble toute la course et la troisième marche du podium se joue au sprint. Akito Watabe, pour le Japon, prend le meilleur sur l'Autrichien Johannes Lamparter.
Le lendemain, lors d'une course individuelle, c'est Jarl Magnus Riiber qui domine le concours de saut. En effet, il saute le plus loin à 143 m avec un élan moindre que les autres concurrents ce qui lui permet de disposer d'une marge conséquente sur les autres athlètes. Le Norvégien dispose de 29 s sur Johannes Lamparter et 32 s sur Mario Seidl. Un peu plus loin, Jens Luraas Oftebro est à 53 s devant Eric Frenzel à 56 s et Kristjan Ilves à 59 s. Lors de la course de ski de fond, Jarl Magnus Riiber fait la course en tête, gère son avance et remporte sa troisième course de la saison. Il devance de 13 s Johannes Lamparter qui a également fait la course en solitaire. Derrière, Mario Seidl a été rejoint par Eric Frenzel et Jens Luraas Oftebro et le trio parvient à résister à un important groupe de poursuivants. Eric Frenzel prend le meilleur sur Jens Luraas Oftebro pour la troisième place.

#### Otepää
29 femmes représentant 11 pays et 51 hommes représentant 14 pays sont engagés lors des courses d'Otepää. Il s'agit des premières compétitions de coupe du monde sur ce site depuis 2019 car les courses prévues en février 2020 et janvier 2021 ont dû être annulées.
Le vent modifie le programme de compétition. Le saut de réserve est annulé et la première course des hommes et des femmes deviennent des Mass Start avec une épreuve de ski de fond disputée avant le saut.
Courses masculines
Chez les hommes, la mass-start est serrée avec une sélection par l'arrière. Les meilleurs skieurs et les athlètes bien placés au classement général de la coupe du monde sont dans le groupe de tête et tour à tour se relaient. Dans un premier temps, c'est Ilkka Herola, Eric Frenzel ou encore Vinzenz Geiger qui mènent le groupe. Plus tard, Johannes Lamparter se joint aux Allemands et au Finlandais alors que Jarl Magnus Riiber reste en retrait. Dans le dernier tour, Ilkka Herola, Jorgen Graabak et Fabian Rießle essaient de se détacher mais finalement c'est Jarl Magnus riiber qui règle le groupe au sprint devant Vinzenz Geiger et Jorgen Graabak. Neuf athlètes finissent à moins de cinq secondes et peuvent envisager la victoire. Lors du concours de saut, Jarl Magnus Riiber saute à 96 m et remporte la compétition. Derrière lui, Espen Bjørnstad grâce à un saut à 93 m et Manuel Faißt profitent du concours de saut pour faire une grosse remontée et prendre la deuxième et la troisième place.
Le lendemain, Jarl Magnus Riiber domine à nouveau le concours de saut chez les hommes. Il saute à 99 m ce qui lui octroie 44 s d'avance sur Mario Seidl. Derrière, le local Kristjan Ilves est à 58 s grâce à un saut de 97 m. Dans la course de ski de fond, Jarl Magnus Riiber fait la course en solitaire et l'emporte. Derrière, Mario Seidl est repris dans un premier par Kristjan Ilves, Vinzenz Geiger et Yoshito Watabe. Ensuite, un groupe de douze athlètes rejoints le quatuor est le podium se joue au sprint. Fabian Rießle prend la deuxième place devant Julian Schmid alors que Vinzenz Geiger et Martin Fritz ont chuté dans le dernier virage.
Courses féminines
Chez les femmes, la mass-start du premier jour est dans un premier temps menée par Gyda Westvold Hansen, Anju Nakamura et Anastasia Goncharova. Ensuite, Gyda Westvold Hansen essaie de s'échapper sans succès et finalement c'est Ida Marie Hagen qui prend la première place devant Marte Leinan Lund et Cindy Haasch. Gyda Westvold Hansen est quatrième mais avec très peu de points de retard. Finalement, huit athlètes sont à moins de 10 secondes et peuvent penser au podium. Lors du concours de saut à ski, Gyda Westvold Hansen remporte la manche de saut à ski et l'épreuve grâce à un saut de 94 m. Elle devance Ida Marie Hagen et Yuna Kasai qui profite de la disqualification de Mari Leinan Lund pour prendre la troisième place.
Le lendemain, l'épreuve est limpide : Gyda Westvold Hansen remporte le concours de saut avec 50 s d'avance sur la deuxième, sa compatriote Marte Leinan Lund. Ida Marie Hagen, troisième, pointe à 1 m et les autres concurrentes suivent (la dixième, la Russe Stefaniya Nadymova, part avec un handicap de 1 m 38 s). Westvold Hansen remporte en solitaire une épreuve qu'elle a menée de bout en bout ; Marte Leinan Lund et Ida Marie Hagen se disputent au sprint les deux places restantes du podium et Hagen l'emporte. La Japonaise Anju Nakamura fait à nouveau montre de ses qualités de fondeuse avec le meilleur temps.

#### Ramsau
Le 17 décembre 2021, le concours féminin de saut distingue, avec une large avance, la Norvégienne Gyda Westvold Hansen devant la Slovène Ema Volavšek (de) et la Japonaise Yuna Kasai. La course de fond ne modifiera pas ce podium : Gyda Westvold Hansen mène la course en solitaire et s'impose devant Ema Volavšek (de), qui dans le dernier tour a réussi à se détacher de Yuna Kasai avec laquelle elle skiait jusqu'alors. La Japonaise réussit à conserver sa place sur le podium malgré le retour de Marte Leinan Lund et de Lisa Hirner, qui ont longuement skié de conserve pour arriver peu après elle. On note l'excellente performance de la Japonaise Anju Nakamura, meilleure fondeuse de la course : partie 15e, elle termine 6e en étant 20 s plus rapide que sa dauphine.
Le 18 décembre 2021, la première course masculine voit Jarl Magnus Riiber dominer le concours de saut. En effet, le Norvégien saute à 102 m mais pose une main à la réception de son saut. Cette faute n'est pas vue par les juges ce qui permet au Norvégien de bénéficier de bonnes notes et d'une importante avance au classement. Il dispose en effet de 48 s d'avance sur Julian Schmid et sur Simen Tiller. Au total, il y a 9 athlètes à moins d'une minute du leader. Dans la course de ski de fond, Jarl Magnus Riiber gère son avance et l'emporte en solitaire. Derrière, un peloton de 10 athlètes se forme avec notamment Terence Weber, Vinzenz Geiger, Ilkka Herola ou encore Johannes Lamparter. Dans le dernier tour, Vinzenz Geiger place une attaque et il prend la deuxième place. Ilkka Herola prend le meilleur sur Johannes Lamparter pour la dernière place sur le podium.
Lors de la dernière course, Jarl Magnus Riiber domine à nouveau le concours de saut avec un saut à 92,5 m avec un élan moindre que les autres athlètes,. Cependant, contrairement à la veille, l'avance du Norvégien est bien plus faible sur ses poursuivants. Il devance en effet Espen Andersen de seulement 21 s et Jens Lurås Oftebro de 26 s. Trois allemands suivent à une dizaine de secondes : Eric Frenzel, Terence Weber et Vinzenz Geiger. Lors de la course de fond, Jarl Magnus Riiber contrôle et parvient à conserver une quinzaine de secondes d'avance à l'arrivée. Derrière lui, les trois allemands reviennent sur Espen Andersen et Jens Lurås Oftebro et le groupe de cinq court ensemble la majorité de la course. Vinzenz Geiger attaque en fin de course et termine deuxième. Eric Frenzel prend le meilleur sur Terence Weber pour la dernière place sur le podium. Il s'agit du 43e succès de Jarl Magnus Riiber sur une épreuve de la coupe du monde et il rejoint Eric Frenzel. Il est à cinq succès d'Hannu Manninen qui est le recordman avec 48 succès.

#### Val di Fiemme
En raison d'un mal de dos, Jarl Magnus Riiber est forfait pour les courses du Val di Fiemme. Ilkka Herola et Laurent Muhlethaler sont absents en raison d'un test positif au Covid-19,.
Le premier jour, le premier relais mixte de l'histoire est au programme. Les équipes sont composés de deux hommes et deux femmes et il y a huit pays engagés sur la course. Certains pays n'engagent pas leurs meilleurs athlètes sur cette course. Lors du concours de saut, les athlètes s'élancent par groupe. Dans le premier groupe, c'est Yoshito Watabe  qui réalise la meilleure performance avec un saut à 100 m et il devance Jens Lurås Oftebro qui a sauté à 101 m et Martin Fritz. Jakob Lange  manque son saut et par conséquent l'Allemagne est assez loin après le premier saut. Dans le deuxième groupe, Annalena Slamik réalise un saut à 96,5 m et elle permet à l'Autriche de prendre la tête. Le Japon et la Norvège sont seulement à quelques points alors que l'Allemagne est toujours plus loin. Le troisième groupe voit l'Autriche prendre un plus d'avance grâce au saut de 100 m de Lukas Greiderer. Akito Watabe et Terence Weber réalisent également de bons sauts alors que Jørgen Graabak réalise un saut assez court. L'Autriche devance ainsi le Japon et la Norvège alors que l'Allemagne remonte à la quatrième place. Lors du dernier saut, la Norvège reprend la tête grâce à un saut de 98,5 m de Gyda Westvold Hansen. Cette dernière a eu de la chance lors de son saut car sa fixation de ski était mal attachée. Finalement, la Norvège dispose de 3 s d'avance sur l'Autriche, de 14 s sur le Japon, de 41 s sur l'Allemagne et 44 s sur la Slovénie. Lors de la course de ski de fond, Martin Fritz comble rapidement les 3 s de retard qu'il a sur Jens Lurås Oftebro et les deux athlètes font plusieurs kilomètres ensemble. Ensuite, Martin Fritz lâche le Norvégien et il donne le relais avec une dizaine de secondes d'avance sur la Norvège. Derrière, Yoshito Watabe perd énormément de temps et il est vite repris par Jakob Lange. Dans le deuxième relais, Lisa Hirner creuse l'écart et l'Allemagne prend la deuxième place à la Norvège grâce à un relais rapide de Cindy Haasch (en). Dans le troisième relais, Gyda Westvold Hansen fait une course très rapide et elle permet à la Norvège de repasser en tête devant l'Autriche, l'Allemagne et le Japon qui est revenu dans la course pour le podium grâce à Anju Nakamura. Le dernier relais ne modifie pas les positions et la Norvège s'impose devant l'Autriche et l'Allemagne.
Le deuxième jour des épreuves individuelles masculines et féminines sont au programme. Chez les hommes, c'est Johannes Lamparter qui domine le concours de saut disputé dans des conditions compliquées. En effet, l'Autrichien saute à 105,5 m et il réussit un bon Télémark (de) et ceci lui permet de disposer de 14 s d'avance sur Eric Frenzel qui a sauté à 105 m et 18 s sur Jens Lurås Oftebro. Au total, il y a 17 athlètes à moins d'une minute du leader. Lors de la course de ski de fond, Johannes Lamparter parvient à résister et remporte sa première victoire en coupe du monde. Derrière lui, un groupe de poursuivants composé d'Eric Frenzel, de Vinzenz Geiger, de Jens Lurås Oftebro et de Mario Seidl a oscillé entre 10 s et 15 s derrière l'Autrichien sans jamais pouvoir rentrer. Finalement, Vinzenz Geiger prend la deuxième place devant Eric Frenzel. Jørgen Graabak qui était dans un autre groupe poursuivant parvient à prendre la quatrième place devant Johannes Rydzek et Mario Seidl. Chez les femmes, la compétition est une Mass Start. Lors de la course de ski de fond, la Japonaise Anju Nakamura lâche dans la deuxième partie de la course toutes les autres concurrentes et l'emporte. Elle devance Gyda Westvold Hansen de 17 s et Lisa Hirner de 22 s. Lors du concours de saut à ski, Gyda Westvold Hansen réalise un saut à 101 m ce qui lui permet de remporter une nouvelle compétition. Anju Nakamura saute à 91,5 m ce qui lui permet de conserver la deuxième place devant Lisa Hirner. Yuna Kasai et Mari Leinan Lund profite du concours de saut pour remonter en quatrième et cinquième position.
Lors de la dernière journée de compétition, une seule course masculine est programmée. Le concours de saut est dominé par l'Estonien Kristjan Ilves qui réalise le plus long saut du jour à 105 m,. Il devance de trois secondes Terence Weber qui a sauté à 100 m et Johannes Lamparter, Yoshito Watabe et Franz-Josef Rehrl qui sont à 15 s. Espen Andersen et Eric Frenzel sont quant à eux à 24 s. Il y a donc sept athlètes à moins de trente secondes du leader. Lors de la course de ski de fond, Johannes Lamparter, Yoshito Watabe et Franz-Josef Rehrl reviennent sur Terence Weber et Kristjan Ilves dès le premier kilomètre de la course de ski de fond. Un groupe de poursuivants est alors à une quinzaine de secondes. Johannes Lamparter mène le groupe de tête afin que les poursuivants emmenés par Vinzenz Geiger ne puissent pas revenir. Il échoue et Vinzenz Geiger ramène des athlètes avec lui et un groupe de dix est en tête. Dans le dernier tour, un autre groupe de poursuivants notamment composé de Johannes Rydzek et de Jørgen Graabak rentre également. Dans la foulée, Vinzenz Geiger place une attaque et il ne sera pas rejoint. Johannes Lamparter prend la seconde place devant Johannes Rydzek et Kristjan Ilves.

#### Klingenthal
À Klingenthal, Jarl Magnus Riiber est à nouveau absent en raison de douleurs au dos et Ilkka Herola est également absent car il est toujours positif au COVID,. Les meilleurs athlètes français sont en stage de préparation à Courchevel, les athlètes italiens et Jens Lurås Oftebro sont également absents. Les courses de Klingenthal marquent également la fin de la période de qualification pour les Jeux olympiques.
Lors de la première course, quatre hommes dépassent les 140 m sur le tremplin. Kristjan Ilves est en tête avec un saut à 140 m et il devance Ryōta Yamamoto qui a sauté à 142,5 m. Le Japonais n'est qu'à une seconde et Johannes Lamparter est troisième à neuf secondes. Derrière, il y a plusieurs athlètes Allemands comme Julian Schmid ou Eric Frenzel, le Japonais Akito Watabe ou encore les Autrichiens Mario Seidl ou encore Franz-Josef Rehrl qui est septième alors qu'il a réalisé le plus long saut du jour à 143 m,. Neuf athlètes sont au moins d'une minute du leader. Lors de la course de ski de fond, les places évoluent peu. En tête, Johannes Lamparter rejoint très rapidement Kristjan Ilves et Ryota Yamamoto et le trio fait l'intégralité de la course en tête. Finalement, l'Autrichien est le plus fort et il remporte sa deuxième course de la saison. Cette victoire lui permet de revenir à égalité avec Jarl Magnus Riiber en tête du classement général de la compétition. Kristjan Ilves prend la deuxième place devant Ryota Yamamoto. Le groupe de poursuivants composé d'Eric Frenzel, de Julian Schmid, de Mario Seidl, d'Akito Watabe et de Franz-Josef Rehrl n'a jamais pu combler l'écart et finalement Julian Schmid prend la quatrième place.
Le lendemain, Johannes Lamparter domine le concours de saut avec un saut de 143 m. Son compatriote Franz-Josef Rehrl est dans le même temps grâce à un saut à 147 m mais sans télémark. L'Estonien Kristjan Ilves est troisième à 4 s grâce à un saut à 142 m. Derrière, il y a un écart et le quatrième Ryōta Yamamoto est à 21 s. Il y a huit athlètes à moins d'une minute dont les skieurs rapides Jørgen Graabak à 41 s et Akito Watabe à 53 s. Lors de la course de ski de fond, Johannes Lamparter mène toute la course devant Kristjan Ilves et Franz-Josef Rehrl. Dans la dernière montée, Johannes Lamparter lâche les deux autres concurrents et il l'emporte. Au sprint, Kristjan Ilves prend le meilleur sur Franz-Josef Rehrl. Derrière, Espen Andersen et Jørgen Graabak ont repris Ryota Yamamoto mais ils n'ont pas pu revenir sur le trio de tête.
La sélection de l'équipe d'Allemagne est annoncée à l'issue des courses.
La sélection est composée d'Eric Frenzel, de Vinzenz Geiger, de Terence Weber, de Julian Schmid et de Johannes Rydzek. Manuel Faißt et Fabian Riessle ne sont par conséquent pas sélectionnés. Les courses de Planica sont annulées en raison du Covid.

#### Seefeld
Lors des trois Jours du combiné nordique, Jarl Magnus Riiber revient à la compétition. Il s'agit de la dernière compétition avant les Jeux olympiques.
Le concours de saut de la première course doit être annulé en raison d'un vent violent et c'est le saut de réserve qui est utilisé. Lors de ce saut disputé le jour précédent, Jarl Magnus Riiber s'était posé à 107 m avec un élan plus faible ce qui lui permet de disposer de près d'une minute d'avance sur Terence Weber et Kristjan Ilves. Derrière, le dossard jaune de leader du classement général, Johannes Lamparter est quatrième à une minute et seize secondes. Il devance Philipp Orter, les frères Watabe ou encore Vinzenz Geiger. Lors de la course de ski de fond, Jarl Magnus Riiber fait la course en tête et l'emporte. Derrière, Terence Weber et Kristjan Ilves sont repris après un tour par Johannes Lamparter, Vinzenz Geiger et Philipp Orter. Philipp Orter n'arrive pas à suivre et donc un quatuor est en poursuite derrière le Norvégien. Dans le dernier tour, Vinzenz Geiger attaque et seul Johannes Lamparter parvient à suivre. Finalement, Vinzenz Geiger prend la deuxième place devant Johannes Lamparter, Terence Weber et Kristjan Ilves. Un peu plus loin, un groupe de chasse notamment composé d'Eric Frenzel ou encore d'Ilkka Herola n'a jamais réussi à revenir sur le quatuor précédent et finit quelques secondes plus tard.
Le deuxième jour, le concours de saut peut être disputé malgré des conditions de vents irrégulières. Kristjan Ilves profite des conditions pour faire un saut à 104 m ce qui lui octroie 40 s d'avance sur Terence Weber. Les Autrichiens Martin Fritz et Johannes Lamparter sont respectivement 3e et 4e à 46 et 55 s. Franz-Josef Rehrl, qui est l'athlète qui a réalisé le plus long saut du jour à 109,5 m, est septième. Le porteur du dossard de meilleur sauteur, Jarl Magnus Riiber, n'est que treizième en raison d'une rafale de vent lors de son saut. Il est à une minute et dix secondes du leader. Le Norvégien a failli chuter et pour des journalistes norvégiens le concours n'aurait pas dû avoir lieu en raison des conditions de vent. Lors de la course de ski de fond, Kristjan Ilves est repris à la mi-course par un groupe de huit poursuivants notamment composé de Vinzenz Geiger, Johannes Lamparter, Jarl Magnus Riiber, Terence Weber, Jørgen Graabak ou encore Martin Fritz. Ensuite, Jarl Magnus Riiber paie les efforts effectués pour revenir en tête et il est lâché de ce groupe de tête en compagnie de Kristjan Ilves. Dans le dernier tour, Johannes Lamparter accélère et il est simplement suivi de Vinzenz Geiger et de Jørgen Graabak. Finalement, Vinzenz Geiger revient sur l'Autrichien et il s'impose. Johannes Lamparter parvient à conserver la deuxième place devant Jørgen Graabak. Eric Frenzel prend la quatrième place et il devance Terence Weber et Julian Schmid . Il y a donc quatre Allemands dans le Top 6 de la course. Jarl Magnus Riiber termine 10e soit son plus mauvais résultat depuis une course à Lahti en 2020.
Le dernier jour, le concours de saut ne peut être disputé en raison du vent,. Ainsi, c'est le saut de réserve du deuxième jour qui est utilisé avec une pondération avec les points marqués lors de la deuxième course. Finalement, c'est Jørgen Graabak qui est en tête et il devance d'une seconde Terence Weber, de quatre secondes Kristjan Ilves, de six secondes Jarl Magnus Riiber et Johannes Lamparter et de sept secondes Franz-Josef Rehrl. Il y a donc six athlètes qui s'élancent en sept secondes. Derrière, les écarts sont un peu plus importants avec Vinzenz Geiger à 28 s et des skieurs rapides comme Ilkka Herola, Jens Lurås Oftebro ou Johannes Rydzek qui sont à moins d'une minute. Lors de la course de ski de fond, les six premiers athlètes se regroupent rapidement. Dans le deuxième tour, Terence Weber est le premier lâché. Un tour plus tard, c'est Franz-Josef Rehrl et Kristjan Ilves qui sont distancés du groupe de tête. Il ne reste donc que trois athlètes en tête et Vinzenz Geiger et les autres poursuivants n'arrivent pas à revenir. Le trio se joue la victoire et dans le dernier tour Jarl Magnus Riiber est distancé. Il doit se contenter de la troisième place. Jørgen Graabak attaque dans la dernière montée et il arrive à devance Johannes Lamparter pour remporter la course.

#### Lahti
Lors du Team Sprint, la deuxième équipe de Norvège composée d'Espen Bjørnstad et d'Espen Andersen est en tête après le saut. Grâce à des sauts à 130,5 m et 131 m, ils disposent de 10 s d'avance,. La première équipe d'Autriche composée de Lukas Greiderer et de Franz-Josef Rehrl est deuxième. La deuxième équipe d'Allemagne composée de Manuel Faisst et de Terence Weber est troisième à 26 s. La première équipe de Norvège composée de Jens Lurås Oftebro et de Jørgen Graabak est quatrième à 43 s. En raison d'un mauvais saut de Vinzenz Geiger, la première équipe d'Allemagne est à plus d'une minute de la tête. Lors de la course de ski de fond, la première équipe d'Autriche revient sur la deuxième équipe Norvégienne lors du troisième tour. Derrière la seconde équipe d'Allemagne et la première équipe norvégienne essaie de rentrer sur la tête. Ces deux équipes reviennent sur le duo de tête juste après la mi-course. En fin de course, Terence Weber chute et casse un bâton,. La victoire se joue donc entre les trois équipes restantes et au sprint Jørgen Graabak permet à la première équipe norvégienne de l'emporter devant la première équipe autrichienne et la seconde équipe norvégienne.
Le lendemain, Jarl Magnus Riiber domine le concours de saut. Le Norvégien réalise le plus long de la journée à 131 m ce qui lui permet de disposer de 8 s d'avance sur Ryōta Yamamoto. Franz-Josef Rehrl est troisième à 39 s et il devance son compatriote Johannes Lamparter qui est à 54 s. Il n'y a que quatre athlètes à moins d'une minute du leader. Vinzenz Geiger est cinquième mais à une minute et douze secondes du leader. Lors de la course de ski de fond, Jarl Magnus Riiber gère son avance et l'emporte. Il s'agit de sa première victoire à Lahti. Derrière, Ryota Yamamoto est rapidement repris puis lâché par les Autrichiens Franz-Josef Rehrl et Johannes Lamparter. À mi-course, Vinzenz Geiger revient sur le duo autrichien et les trois athlètes sont ensemble jusqu'en fin de course. Vinzenz Geiger prend le meilleur au sprint sur Johannes Lamparter et Franz-Josef Rehrl. Johannes Rydzek règle le sprint d'un groupe de poursuivants et il prend la cinquième place devant Jørgen Graabak, Jens Lurås Oftebro et Manuel Faisst.

#### Oslo
À Oslo, Jarl Magnus Riiber domine largement le concours de saut. En effet, il réalise à 139 m ce qui lui permet de disposer de 56 s sur l'Estonien Kristjan Ilves et une minute et 12 s sur Johannes Lamparter qui est le leader du classement général. Mario Seidl est quatrième à quelques secondes derrière Johannes Lamparter. Jørgen Graabak et Vinzenz Geiger sont à plus de deux minutes. Lors de la course de ski de fond, Jarl Magnus Riiber n'est pas inquiété et il l'emporte. Derrière, Johannes Lamparter revient rapidement sur Kristjan Ilves et l'Estonien parvient à s'accrocher quelques kilomètres. Finalement, Johannes Lamparter lâche l'Estonien dans le troisième tour et il parvient à conserver la deuxième place. Jens Lurås Oftebro qui mène un groupe de poursuivants lors du début de la course remonte jusqu'à la troisième place. Jørgen Graabak réalise le meilleur temps de ski de fond et il remonte de la quinzième à la quatrième place.
Lors de la deuxième course, Mario Seidl domine le concours de saut. Il réalise 131 m ce qui lui permet de disposer de 43 s sur Jarl Magnus Riiber qui a sauté à 121,5 m. Franz-Josef Rehrl est dans le même temps que le Norvégien et Manuel Faißt et Ben Loomis ne sont qu'à quelques secondes derrière ce duo. Philipp Orter est à une minute et il y a donc que six athlètes à moins d'une minute du leader. Johannes Lamparter n'est que quatorzième à plus d'une minute et 30 s. Le concours de saut a été disputé avec des conditions compliquées pour certains athlètes et Vinzenz Geiger, Kristjan Ilves ou encore Yoshito Watabe qui sont loin ne prennent pas le départ de la course de ski de fond. Dans la course de ski de fond, Franz-Josef Rehrl s'associe à Jarl Magnus Riiber pour revenir sur Mario Seidl. Ils y parviennent dans le deuxième tour. Progressivement le Norvégien se détache et il l'emporte. Derrière, Mario Seidl parvient à conserver sa deuxième place. Par contre, Franz-Josef Rehrl est doublé par Jens Lurås Oftebro dans le dernier kilomètre et le Norvégien prend la troisième place. Joahnnes Lamparter ne termine que huitième et il voit Jarl Magnus Riiber revenir à 19 points au classement général de la compétition.

#### Schonach
Les finales de la compétition ont lieu à Schonach. Le classement général de la compétition est joué chez les femmes mais il y a un duel entre Johannes Lamparter et Jarl Magnus Riiber chez les hommes.
Chez les femmes, Annika Sieff domine le concours de saut de la première course. Elle réalise un saut à 96 m ce qui lui permet de disposer de deux secondes d'avance sur Haruka Kasai. La Norvégienne Gyda Westvold Hansen qui a sauté à 104,5 m est troisième à huit secondes. Ema Volavšek (de) est quatrième à 48 s et elle devance de quelques secondes Ida Marie Hagen, Jenny Nowak et Anju Nakamura. Au total, il y a sept athlètes à moins d'une minute de la leader. Lors de la course de ski de fond, Gyda Westvold Hansen reprend Annika Sieff et Haruka Kasai dans le premier tour. Anju Nakamura, très rapide, refait rapidement son retard et un quatuor se forme. Ensuite, Anju Nakamura décide d'attaquer et Gyda Westvold Hansen ne peut pas suivre. La leader du classement général se met sur le côté et décide d'abandonner. Il s'agit vraisemblablement d'une conséquence de son infection récente au Covid-19. Haruka Kasai parvient à suivre Anju Nakamura et les deux Japonaises se jouent la victoire. Anju Nakamura attaque dans les 500 derniers mètres et l'emporte devant sa compatriote. Annika Sieff prend la troisième place. Ida Marie Hagen prend la quatrième place devant Ema Volavsek et Jenny Nowak. Chez les hommes, Jarl Magnus Riiber domine le concours de saut grâce à un saut à 105 m. Il devance de 31 s un duo Japonais composé de Yoshito Watabe et de Ryōta Yamamoto. Le leader du classement général, Johannes Lamparter est sixième à plus d'une minute de la tête. Les skieurs rapides comme Vinzenz Geiger ou Jørgen Graabak sont à plus d'une minute et trente secondes. Lors de la course de ski de fond, Jarl Magnus Riiber fait la course en tête et l'emporte. Derrière, Johannes Lamparter parvient à remonter progressivement sur les athlètes qui le précédait comme Franz-Josef Rehrl, Kristjan Ilves et les deux athlètes japonais. Finalement, il lâche progressivement tous ces athlètes et il prend la deuxième place. Un trio de skieurs rapides composés de Vinzenz Geiger, Jørgen Graabak et Ilkka Herola remonte et se bat pour la troisième place. Jørgen Graabak prend la troisième place devant Vinzenz Geiger et Ilkka Herola. Avec cette victoire, Jarl Magnus Riiber prend un point d'avance au classement général sur Joahnnes Lamparter. Il égale également Hannu Manninen avec 48 victoires en coupe du monde de combiné nordique.
Le lendemain, Gyda Westvold Hansen domine le concours de saut. Elle réalise 102 m ce qui lui octroie 42 s d'avance sur la Japonaise Haruka Kasai qui a sauté à 96,5 m. Ema Volavsek (de) est à 52 s et Annika Sieff à plus d'une minute. Anju Nakamura, vainqueure la veille, est à près de deux minutes. Lors de la course de ski de fond, Ema Volavsek et Haruka Kasai se rapprochent progressivement de Gyda Westvold Hansen. En effet, elles sont à une trentaine de secondes après 1,2 km puis à 25 s après 3,5 km. Dans le dernier tour, Haruka Kasai se rapproche à 3 s de la Norvégienne avant de céder quelques secondes en fin de course. Donc Gyda Westvold Hansen l'emporte devant Haruka Kasai et Ema Volavsek.
Chez les hommes, le classement général de la compétition se joue lors de cette course. Lors du concours de saut, Ryota Yamamoto réalise 111 m ce qui est le record du tremplin. Jarl Magnus Riiber n'est qu'à 4 s alors que Johannes Lamparter est à 32 s du leader. Dans la course de ski de fond, Jarl Magnus Riiber rattrape Ryota Yamamoto dans le premier kilomètre puis le lâche. Johannes Lamparter comble progressivement son retard et il revient sur le Norvégien après 8,7 km de course. Cependant le Norvégien a gardé quelques forces et il parvient à dominer l'Autrichien dans le dernier tour. Il remporte donc la course et le classement général de la compétition. Derrière Johannes Lamparter prend la deuxième place et Vinzenz Geiger prend le meilleur sur Jørgen Graabak pour la dernière marche sur le podium.

### Bilan de la compétition
Chez les femmes, Gyda Westvold Hansen remporte toutes les courses sauf une. Elle remporta ainsi le classement général de la compétition ainsi que le trophée de meilleure sauteuse. Anju Nakamura remporte le trophée de la meilleure skieuse. Chez les hommes, Jarl Magnus Riiber remporte le classement général pour la quatrième fois consécutive. Au cours de sa carrière, Jarl Magnus Riiber a pris le départ de 96 courses de coupe du monde. Il a fini 67 fois sur le podium dont 49 victoires (nouveau record).
Johannes Lamparter termine deuxième du classement général à 21 points de Jarl Magnus Riiber. Il est satisfait de sa saison où il a notamment remporté plusieurs courses et réalisé 14 podiums en 20 courses. Il a porté le dossard rouge de leader de la coupe du monde et il n'échoue qu'à quatre secondes du Norvégien dans la course de la saison (s'il l'avait devancé, il aurait remporté le classement général).
Au FIS Nordic Combined Awards 2022, les Norvégiens remportent la plupart des récompenses. En effet, les athlètes de l'année sont Gyda Westvold Hansen et Jarl Magnus Riiber. Les entraîneurs de l'année sont Ivar Stuan (no) et Thomas Kjelbotn. Julian Schmid est l'espoir de l'année. Les fans de la discipline considère que la victoire de Terence Weber est le temps fort de l'année. Enfin, l'attaché de presse de l'équipe d'Autriche, Clemens Derganc, reçoit le prix du fair-play pour avoir retrouvé et redonné à Vinzenz Geiger avant le début d'une course.
La participation des femmes est en amélioration. 39 athlètes issues de 11 pays ont marqué des points dans la compétition. Dix athlètes de cinq pays sont montés sur le podium. Les audiences des compétitions féminines sont bonnes notamment sur l'épreuve mixte et sur lors des finales de Schonach.
Johannes Rydzek est récompensé de la Médaille Holmenkollen pour l'ensemble de sa carrière. L'entraîneur en chef de l'équipe finlandaise, Petter Kukkonen, décide de cesser ces fonctions à l'issue de la saison. Taylor Fletcher annonce la fin de sa carrière à la fin de la saison. Lukas Klapfer, Thomas Jöbstl et Hideaki Nagai prennent également leurs retraites. A l'issue de la saison, Antti Kuisma succède à Petter Kukkonen en tant qu'entraîneur principal de l'équipe finlandaise.

## Classement général

### Femmes
| Rang | Nom               | Points |
| ---- | ----------------- | ------ |
|      | Gyda W. Hansen    | 700    |
| 2    | Ida Marie Hagen   | 411    |
| 3    | Ema Volavšek (de) | 387    |
| 4    | Anju Nakamura     | 364    |
| 5    | Annika Sieff      | 338    |
| 6    | Marte Leinan Lund | 290    |
| 7    | Lisa Hirner       | 286    |
| 8    | Yuna Kasai        | 258    |
| 9    | Jenny Nowak       | 227    |
| 10   | Mari Leinan Lund  | 205    |

| Rang | Nation     | Points |
| ---- | ---------- | ------ |
|      | Norvège    | 1887   |
| 2    | Japon      | 1008   |
| 3    | Allemagne  | 889    |
| 4    | Italie     | 700    |
| 5    | Slovénie   | 575    |
| 6    | Autriche   | 540    |
| 7    | Russie     | 349    |
| 8    | États-Unis | 208    |
| 9    | France     | 162    |
| 10   | Tchéquie   | 59     |

| Rang | Nom               | Points |
| ---- | ----------------- | ------ |
|      | Gyda W. Hansen    | 700    |
| 2    | Annika Sieff      | 436    |
| 3    | Ema Volavšek (de) | 356    |
| 4    | Ida Marie Hagen   | 355    |
| 5    | Yuna Kasai        | 301    |
| 6    | Mari Leinan Lund  | 300    |
| 7    | Silva Verbič (de) | 278    |
| 8    | Lisa Hirner       | 264    |
| 9    | Marte Leinan Lund | 252    |
| 10   | Jenny Nowak       | 221    |

| Rang | Nom                  | Points |
| ---- | -------------------- | ------ |
|      | Anju Nakamura        | 641    |
| 2    | Ida Marie Hagen      | 489    |
| 3    | Gyda W. Hansen       | 457    |
| 4    | Cindy Haasch (de)    | 410    |
| 5    | Marte Leinan Lund    | 365    |
| 6    | Ema Volavšek (de)    | 311    |
| 7    | Lisa Hirner          | 242    |
| 8    | Anastasia Goncharova | 204    |
| 9    | Jenny Nowak          | 176    |
| 10   | Annika Sieff         | 172    |

### Hommes
| Rang | Nom                | Points |
| ---- | ------------------ | ------ |
|      | Jarl Magnus Riiber | 1383   |
| 2    | Johannes Lamparter | 1362   |
| 3    | Vinzenz Geiger     | 979    |
| 4    | Jørgen Graabak     | 783    |
| 5    | Kristjan Ilves     | 627    |
| 6    | Jens Lurås Oftebro | 618    |
| 7    | Eric Frenzel       | 592    |
| 8    | Terence Weber      | 542    |
| 9    | Ilkka Herola       | 530    |
| 10   | Mario Seidl        | 529    |

| Rang | Nation     | Points |
| ---- | ---------- | ------ |
|      | Norvège    | 4691   |
| 2    | Allemagne  | 4367   |
| 3    | Autriche   | 3874   |
| 4    | Japon      | 2018   |
| 5    | Finlande   | 855    |
| 6    | Estonie    | 627    |
| 7    | France     | 551    |
| 8    | États-Unis | 389    |
| 9    | Italie     | 283    |
| 10   | Tchéquie   | 182    |

| Rang | Nom                | Points |
| ---- | ------------------ | ------ |
|      | Jarl Magnus Riiber | 1316   |
| 2    | Kristjan Ilves     | 1003   |
| 3    | Johannes Lamparter | 970    |
| 4    | Mario Seidl        | 933    |
| 5    | Ryōta Yamamoto     | 751    |
| 6    | Terence Weber      | 733    |
| 7    | Yoshito Watabe     | 631    |
| 8    | Franz-Josef Rehrl  | 563    |
| 9    | Julian Schmid      | 502    |
| 10   | Eric Frenzel       | 495    |

| Rang | Nom                | Points |
| ---- | ------------------ | ------ |
|      | Ilkka Herola       | 1177   |
| 2    | Jørgen Graabak     | 1061   |
| 3    | Vinzenz Geiger     | 992    |
| 4    | Johannes Rydzek    | 936    |
| 5    | Johannes Lamparter | 916    |
| 6    | Akito Watabe       | 646    |
| 7    | Fabian Rießle      | 582    |
| 8    | Jens Lurås Oftebro | 556    |
| 9    | Eric Frenzel       | 528    |
| 10   | Julian Schmid      | 507    |

## Résultats

### Femmes
| Étape | Date            | Épreuve                           | Vainqueur            | Deuxième         | Troisième    | Leader du classement |
| 1     | 3 décembre 2021 | Gundersen individuel HS 98 — 5 km | Gyda Westvold Hansen | Mari Leinan Lund | Annika Sieff | Gyda Westvold Hansen |
| 2     | 4 décembre 2021 | Gundersen individuel HS 98 — 5 km | Gyda Westvold Hansen | Mari Leinan Lund | Lisa Hirner  | Gyda Westvold Hansen |

| Étape | Date             | Épreuve                           | Vainqueur            | Deuxième        | Troisième         | Leader du classement |
| 3     | 11 décembre 2021 | Mass start - HS 97                | Gyda Westvold Hansen | Ida Marie Hagen | Yuna Kasai        | Gyda Westvold Hansen |
| 4     | 12 décembre 2021 | Gundersen individuel HS 97 — 5 km | Gyda Westvold Hansen | Ida Marie Hagen | Marte Leinan Lund | Gyda Westvold Hansen |

| Étape | Date             | Épreuve                           | Vainqueur            | Deuxième          | Troisième  | Leader du classement |
| 5     | 17 décembre 2021 | Gundersen individuel HS 98 — 5 km | Gyda Westvold Hansen | Ema Volavšek (de) | Yuna Kasai | Gyda Westvold Hansen |

| Étape | Date           | Épreuve                          | Vainqueur                                                                              | Deuxième                                                                 | Troisième                                                                | Leader du classement |
| 6     | 7 janvier 2022 | Épreuve mixte par équipes HS 106 | Norvège- Jens Lurås Oftebro - Mari Leinan Lund - Gyda Westvold Hansen - Jørgen Graabak | Autriche- Martin Fritz - Lisa Hirner - Annalena Slamik - Lukas Greiderer | Allemagne- Jakob Lange - Cindy Haasch (en) - Jenny Nowak - Terence Weber |                      |
| 7     | 8 janvier 2022 | Mass start - HS 106              | Gyda Westvold Hansen                                                                   | Anju Nakamura                                                            | Lisa Hirner                                                              | Gyda Westvold Hansen |

| Étape | Date            | Épreuve                            | Vainqueur                                                                         | Deuxième                                                                          | Troisième                                                                         | Leader du classement                                                              |
| -     | 23 janvier 2022 | Gundersen individuel HS 102 — 5 km | Compétition annulée (épreuves non disputées en raison de la pandémie du COVID-19) | Compétition annulée (épreuves non disputées en raison de la pandémie du COVID-19) | Compétition annulée (épreuves non disputées en raison de la pandémie du COVID-19) | Compétition annulée (épreuves non disputées en raison de la pandémie du COVID-19) |

| Étape | Date         | Épreuve                            | Vainqueur            | Deuxième     | Troisième         | Leader du classement |
| 8     | 12 mars 2022 | Gundersen individuel HS 100 — 5 km | Anju Nakamura        | Haruka Kasai | Annika Sieff      | Gyda Westvold Hansen |
| 9     | 13 mars 2022 | Gundersen individuel HS 100 — 5 km | Gyda Westvold Hansen | Haruka Kasai | Ema Volavšek (de) | Gyda Westvold Hansen |

### Hommes
| 4e édition du Ruka Tour                     |                  |                                     |                    |                    |                    |                      |
| Étape                                       | Date             | Épreuve                             | Vainqueur          | Deuxième           | Troisième          | Leader du classement |
| 1                                           | 26 novembre 2021 | Gundersen individuel HS 142 — 5 km  | Jarl Magnus Riiber | Johannes Lamparter | Jens Lurås Oftebro | Jarl Magnus Riiber   |
| 2                                           | 27 novembre 2021 | Gundersen individuel HS 142 — 10 km | Terence Weber      | Eric Frenzel       | Vinzenz Geiger     | Terence Weber        |
| 3                                           | 28 novembre 2021 | Gundersen individuel HS 142 — 10 km | Jarl Magnus Riiber | Johannes Lamparter | Jens Lurås Oftebro | Jarl Magnus Riiber   |
| Vainqueur du Ruka Tour : Jarl Magnus Riiber |                  |                                     |                    |                    |                    |                      |

| Étape | Date            | Épreuve                             | Vainqueur                                                                    | Deuxième                                                                | Troisième                                                          | Leader du classement |
| 4     | 4 décembre 2021 | Épreuve par équipes HS 98           | Norvège- Espen Bjørnstad - Jens L. Oftebro - Jørgen Graabak - Jarl M. Riiber | Allemagne- Eric Frenzel - Manuel Faißt - Terence Weber - Vinzenz Geiger | Japon- Sora Yachi - Ryōta Yamamoto - Yoshito Watabe - Akito Watabe |                      |
| 5     | 5 décembre 2021 | Gundersen individuel HS 140 — 10 km | Jarl Magnus Riiber                                                           | Johannes Lamparter                                                      | Eric Frenzel                                                       | Jarl Magnus Riiber   |

| Étape | Date             | Épreuve                            | Vainqueur          | Deuxième        | Troisième     | Leader du classement |
| 6     | 11 décembre 2021 | Mass start - HS 97                 | Jarl Magnus Riiber | Espen Bjørnstad | Manuel Faißt  | Jarl Magnus Riiber   |
| 7     | 12 décembre 2021 | Gundersen individuel HS 97 — 10 km | Jarl Magnus Riiber | Fabian Riessle  | Julian Schmid | Jarl Magnus Riiber   |

| Étape | Date             | Épreuve                            | Vainqueur          | Deuxième       | Troisième    | Leader du classement |
| 8     | 18 décembre 2021 | Gundersen individuel HS 98 — 10 km | Jarl Magnus Riiber | Vinzenz Geiger | Ilkka Herola | Jarl Magnus Riiber   |
| 9     | 19 décembre 2021 | Gundersen individuel HS 98 — 10 km | Jarl Magnus Riiber | Vinzenz Geiger | Eric Frenzel | Jarl Magnus Riiber   |

| Étape | Date           | Épreuve                                  | Vainqueur                                                                              | Deuxième                                                                 | Troisième                                                                | Leader du classement |
| 10    | 7 janvier 2022 | Épreuve mixte par équipes HS 104 — 10 km | Norvège- Jens Lurås Oftebro - Mari Leinan Lund - Gyda Westvold Hansen - Jørgen Graabak | Autriche- Martin Fritz - Lisa Hirner - Annalena Slamik - Lukas Greiderer | Allemagne- Jakob Lange - Cindy Haasch (en) - Jenny Nowak - Terence Weber |                      |
| 11    | 8 janvier 2022 | Gundersen individuel HS 104 — 10 km      | Johannes Lamparter                                                                     | Vinzenz Geiger                                                           | Eric Frenzel                                                             | Jarl Magnus Riiber   |
| 12    | 9 janvier 2022 | Gundersen individuel HS 104 — 10 km      | Vinzenz Geiger                                                                         | Johannes Lamparter                                                       | Johannes Rydzek                                                          | Jarl Magnus Riiber   |

| Étape | Date            | Épreuve                             | Vainqueur          | Deuxième       | Troisième         | Leader du classement                  |
| 13    | 15 janvier 2022 | Gundersen individuel HS 140 — 10 km | Johannes Lamparter | Kristjan Ilves | Ryōta Yamamoto    | Jarl Magnus Riiber Johannes Lamparter |
| 14    | 16 janvier 2022 | Gundersen individuel HS 140 — 10 km | Johannes Lamparter | Kristjan Ilves | Franz-Josef Rehrl | Johannes Lamparter                    |

| Étape | Date            | Épreuve                             | Vainqueur                                                                           | Deuxième                                                                            | Troisième                                                                           | Leader du classement                                                                |
| -     | 22 janvier 2022 | Gundersen individuel HS 100 — 10 km | Compétitions annulées (épreuves non disputées en raison de la pandémie du COVID-19) | Compétitions annulées (épreuves non disputées en raison de la pandémie du COVID-19) | Compétitions annulées (épreuves non disputées en raison de la pandémie du COVID-19) | Compétitions annulées (épreuves non disputées en raison de la pandémie du COVID-19) |
| -     | 23 janvier 2022 | Gundersen individuel HS 100 — 10 km | Compétitions annulées (épreuves non disputées en raison de la pandémie du COVID-19) | Compétitions annulées (épreuves non disputées en raison de la pandémie du COVID-19) | Compétitions annulées (épreuves non disputées en raison de la pandémie du COVID-19) | Compétitions annulées (épreuves non disputées en raison de la pandémie du COVID-19) |

|                                                |                 |                                       |                    |                    |                    |                      |
| 9e édition des Trois Jours du combiné nordique |                 |                                       |                    |                    |                    |                      |
| Étape                                          | Date            | Épreuve                               | Vainqueur          | Deuxième           | Troisième          | Leader du classement |
| 15                                             | 28 janvier 2022 | Gundersen individuel HS 109 — 7,5 km  | Jarl Magnus Riiber | Vinzenz Geiger     | Johannes Lamparter | Johannes Lamparter   |
| 16                                             | 29 janvier 2022 | Gundersen individuel HS 109 — 10 km   | Vinzenz Geiger     | Johannes Lamparter | Jørgen Graabak     | Johannes Lamparter   |
| 17                                             | 30 janvier 2022 | Gundersen individuel HS 109 — 12,5 km | Jørgen Graabak     | Johannes Lamparter | Jarl Magnus Riiber | Johannes Lamparter   |
| Vainqueur des Trois Jours : Jørgen Graabak     |                 |                                       |                    |                    |                    |                      |
|                                                |                 |                                       |                    |                    |                    |                      |

|                                                 |  |  |  |  |  |  |
| Pékin Jeux olympiques de 2022 (4 au 22 février) |  |  |  |  |  |  |
|                                                 |  |  |  |  |  |  |

| Étape | Date            | Épreuve                             | Vainqueur                                   | Deuxième                                        | Troisième                                    | Leader du classement |
| 18    | 26 février 2022 | Sprint par équipes HS 130           | Norvège I- Jens L. Oftebro - Jørgen Graabak | Autriche I- Franz-Josef Rehrl - Lukas Greiderer | Norvège II- Espen Bjørnstad - Espen Andersen |                      |
| 19    | 27 février 2022 | Gundersen individuel HS 130 — 10 km | Jarl Magnus Riiber                          | Vinzenz Geiger                                  | Johannes Lamparter                           | Johannes Lamparter   |

| Étape | Date        | Épreuve                             | Vainqueur          | Deuxième           | Troisième          | Leader du classement |
| 20    | 5 mars 2022 | Gundersen individuel HS 134 — 10 km | Jarl Magnus Riiber | Johannes Lamparter | Jens Lurås Oftebro | Johannes Lamparter   |
| 21    | 6 mars 2022 | Gundersen individuel HS 134 — 10 km | Jarl Magnus Riiber | Mario Seidl        | Jens Lurås Oftebro | Johannes Lamparter   |

| Étape | Date         | Épreuve                             | Vainqueur          | Deuxième           | Troisième      | Leader du classement |
| 22    | 12 mars 2022 | Gundersen individuel HS 106 — 10 km | Jarl Magnus Riiber | Johannes Lamparter | Jørgen Graabak | Jarl Magnus Riiber   |
| 23    | 13 mars 2022 | Gundersen individuel HS 106 — 10 km | Jarl Magnus Riiber | Johannes Lamparter | Vinzenz Geiger | Jarl Magnus Riiber   |

### Femmes
- (en) FIS Nordic Combined World Cup 2021/22 - Women, Fédération internationale de ski, 2021, 1 p. (lire en ligne).
- (en) Rules for the FIS Nordic Combined Women World Cup 2021/22, Fédération internationale de ski, 2021, 10 p. (lire en ligne).

### Hommes
- (en) FIS Nordic Combined World Cup 2021/22 - Men, Fédération internationale de ski, 2021, 1 p. (lire en ligne).
- (en) Rules for the FIS Nordic Combined Men World Cup 2021/22, Fédération internationale de ski, 2021, 15 p. (lire en ligne).